# Scream Bloody Gore
Scream Bloody Gore je první studiové album americké deathmetalové kapely Death vydané roku 1987 společností Combat Records. Dočkalo se několika dalších vydání a bylo považováno za první opravdové deathmetalové album. Předcházela mu řada demonahrávek. Na albu se podílel mimo kytaristy a zpěváka Chucka Schuldinera také Chris Reifert (bicí), pozdější frontman kapely Autopsy.

## Seznam skladeb
1. Infernal Death – 2:54
2. Zombie Ritual – 4:35
3. Denial of Life – 3:37
4. Sacrificial – 3:43
5. Mutilation – 3:30
6. Regurgitated Guts – 3:47
7. Baptized in Blood – 4:31
8. Torn to Pieces – 3:38
9. Evil Dead – 3:01
10. Scream Bloody Gore – 4:35

Bonusové skladby na CD
11. Beyond the Unholy Grave – 3:08
12. Land of No Return – 3:00
Remasterovaná verze z roku 1999
13. Open Casket (live) – 4:49
14. Choke on It (live) – 5:58
Remasterovaná verze z roku 2008 (digipak)
13. Denial of Life (live) – 3:47

## Sestava
- Chuck Schuldiner – kytara, vokály, baskytara
- Chris Reifert – bicí